# Челябинский элеватор
Челябинский элеватор — заброшенный зерновой элеватор государственного банка, расположенный в Советском районе города Челябинска, на пересечении улиц Елькина, Кирова и Хлебной. Объект культурного наследия регионального значения.

## История

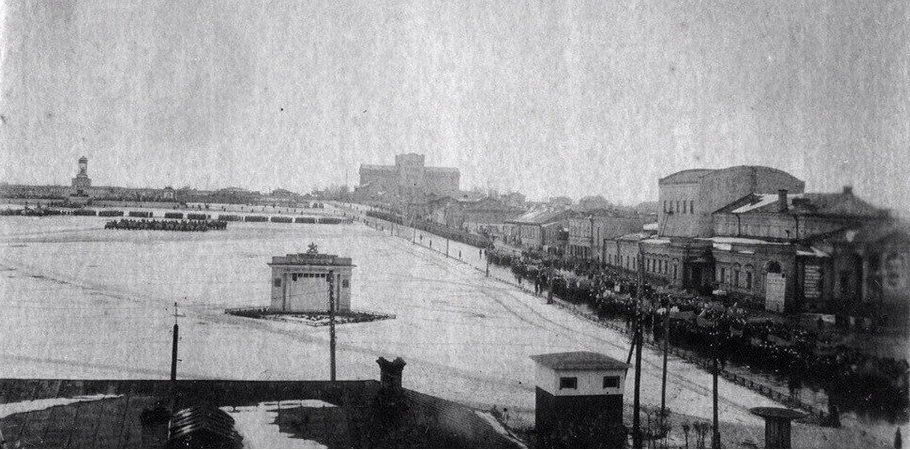
Площадь Революции, на дальнем плане посередине — элеватор. 1940 год

В 1910—1911 годы была разработана программа строительства в Российской империи сети элеваторов государственного банка. Решение о строительстве элеватора в Челябинске было принято в 1913 году, на представительном совещании с участием всех заинтересованных сторон. Координатором проекта был назначен инженер К. Е. Жуков. Строительство началось в 1914 году, в 1916 была завершена центральная секция элеватора, ставшая на время самой высокой точкой города. Введён в строй элеватор был уже при новой власти, в 1918 году инженер Жуков прибыл из Самары в Челябинск для окончательного монтажа оборудования. Из-за того что в городе, на тот момент, была свергнута Советская власть, Жуков самостоятельно организовал работу по вводу в строй оборудования. В 1924 году здание переходит в собственность Госбанка. В скором времени близ элеватора был разбит рынок, получивший в народе название — элеваторный. Несмотря на то, что изначально здание строилось на окраине города, рынок становится одним из центральных в городе. Элеватор проработал по своему непосредственному назначению до середины 90-х годов XX века. В настоящее время здание заброшено, от помещений элеватора осталась только центральная часть, боковые секции полностью разрушены (за исключением подвальных помещений). Складские помещения вокруг здания элеватора перешли в собственность частных организаций. В 2014 году была произведена историко-культурная экспертиза выявленного объекта культурного наследия со стороны Министерства культуры РФ, по результатам которой было рекомендовано включить здание элеватора в Единый государственный реестр объектов культурного наследия народов Российской Федерации. На здании элеватора до настоящего времени осталось выбитым: Челябинскій элеваторъ государственнаго банка.

## Галерея

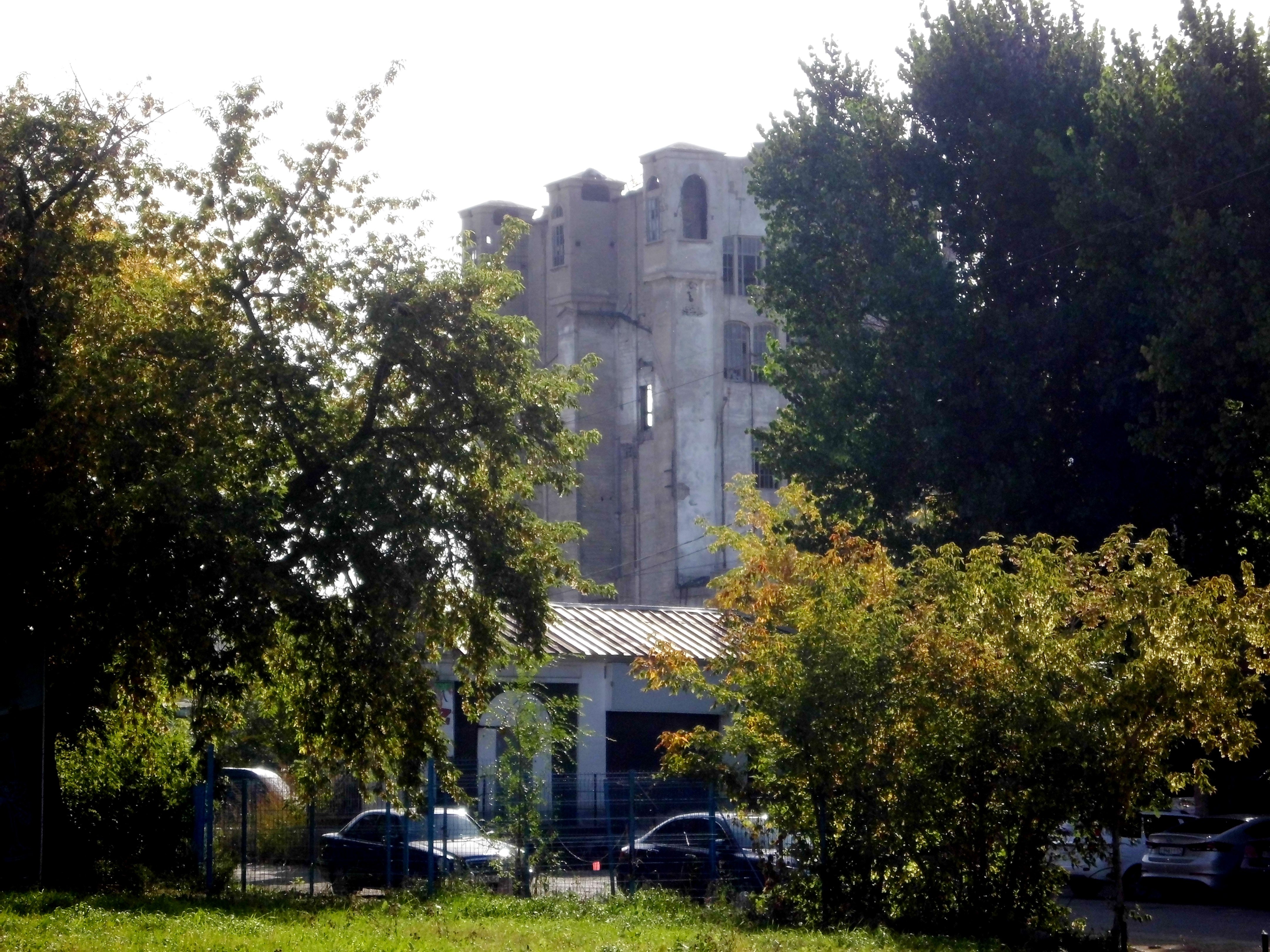
Вид со стороны площади Революции (от драмтеатра)
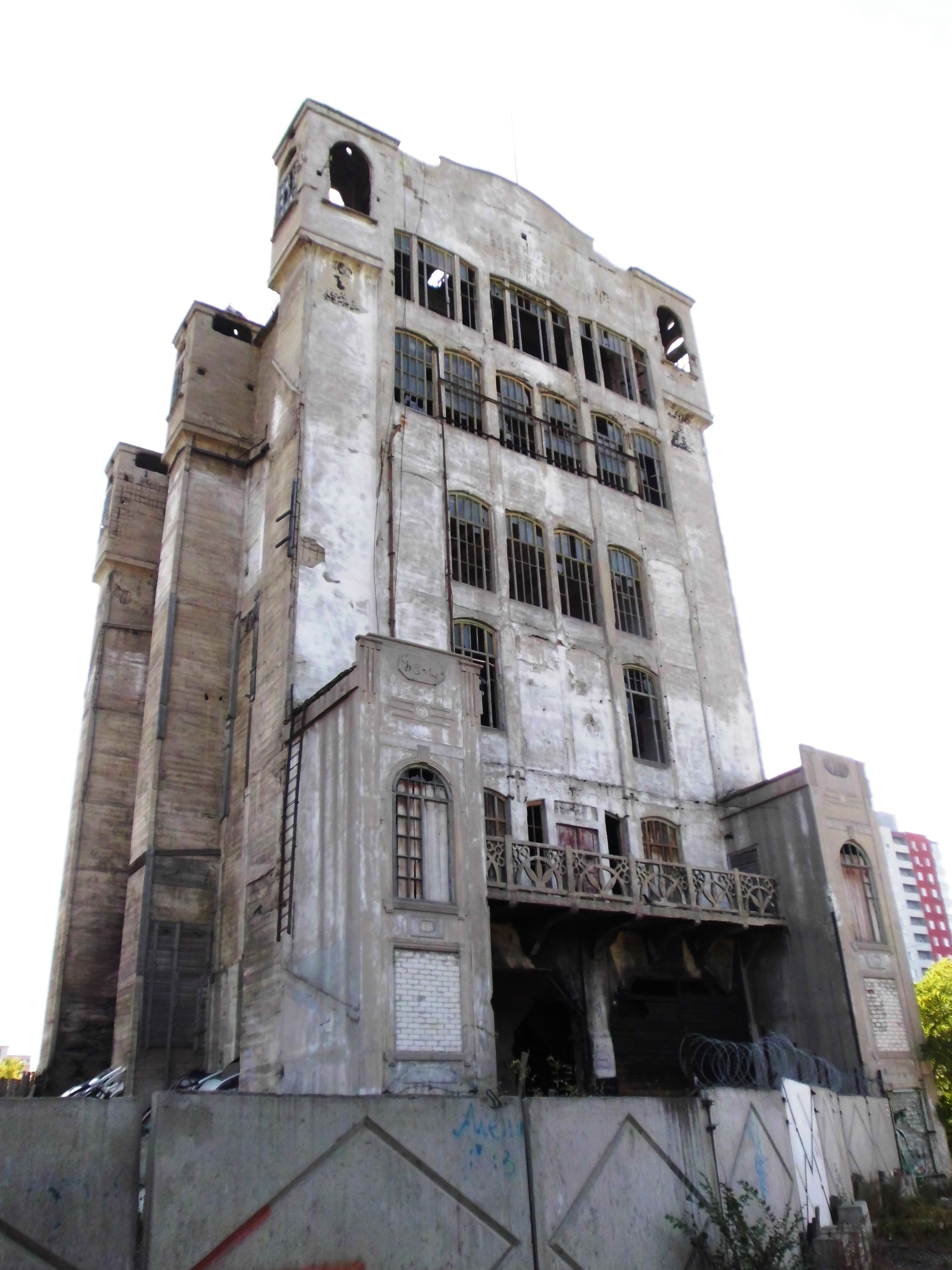
Северный фасад (справа) и восточная сторона центральной части
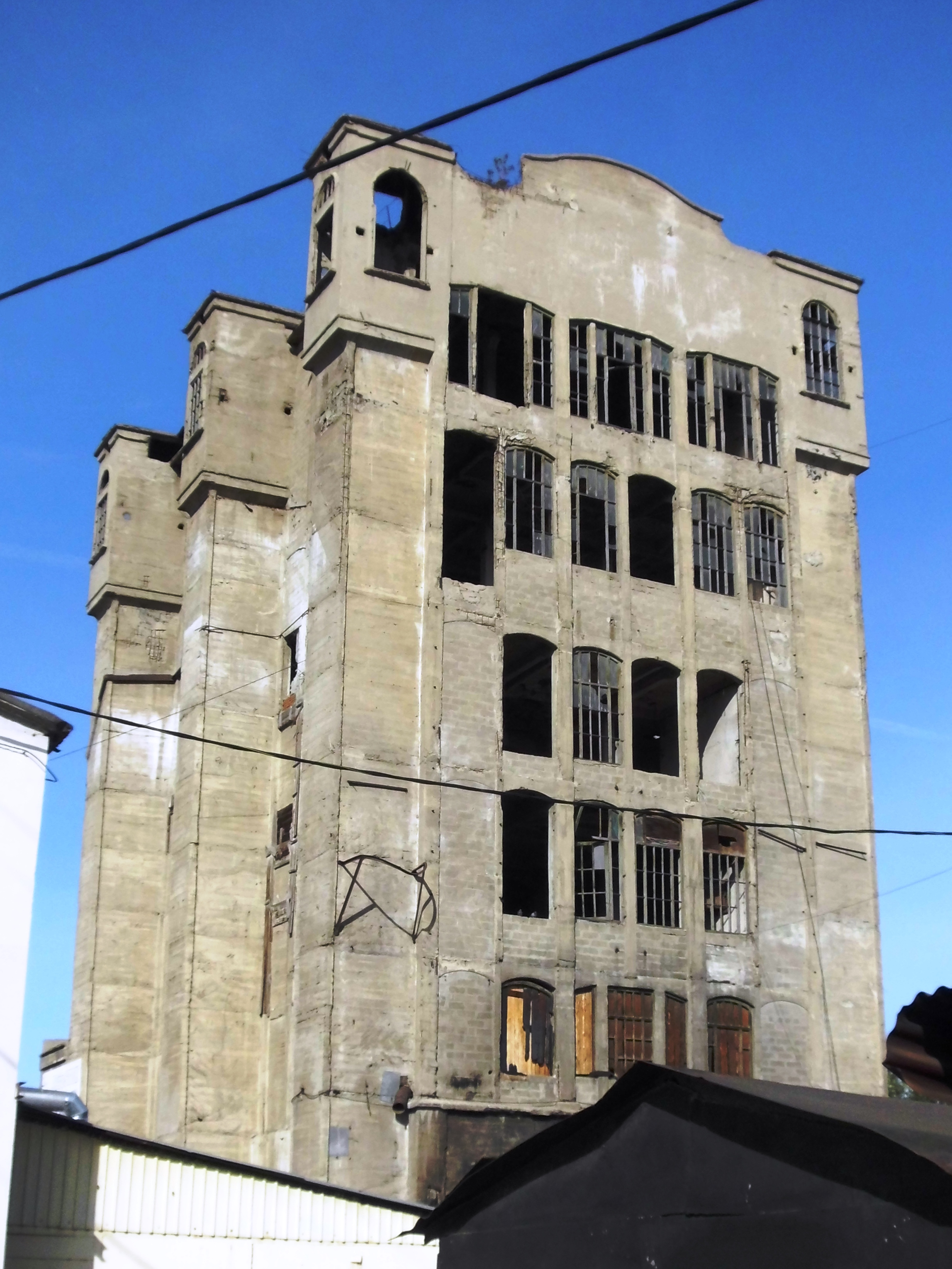
Южный фасад (справа) и западная сторона центральной части
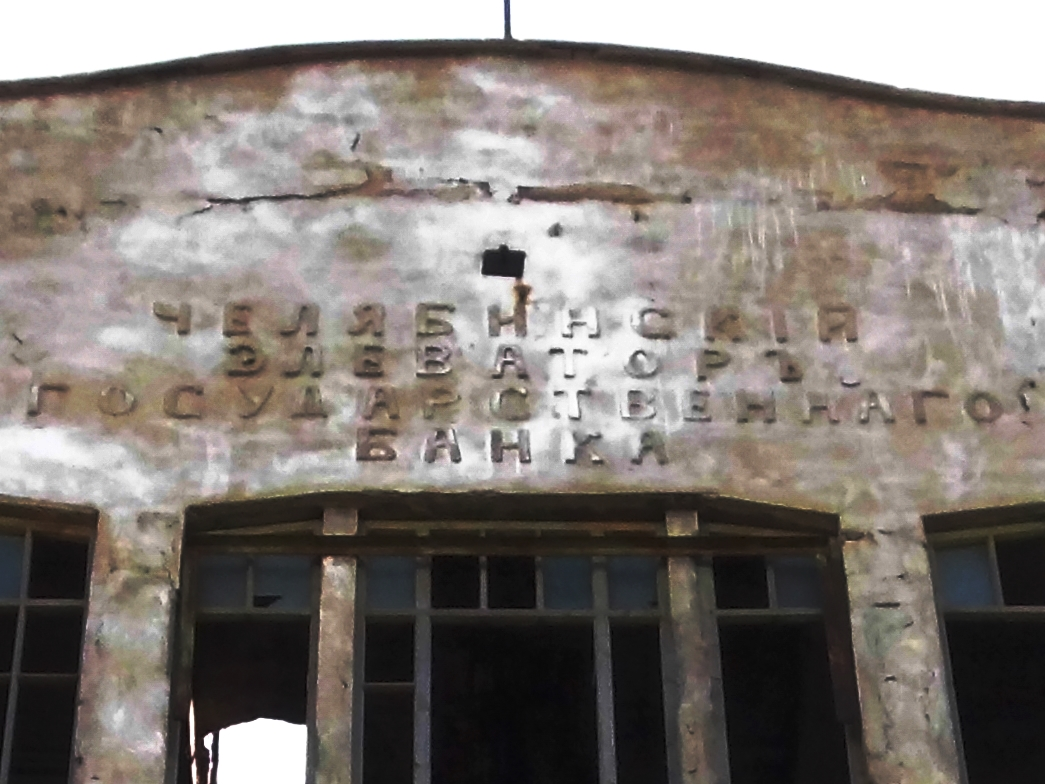
Надпись в верхней части северного фасада
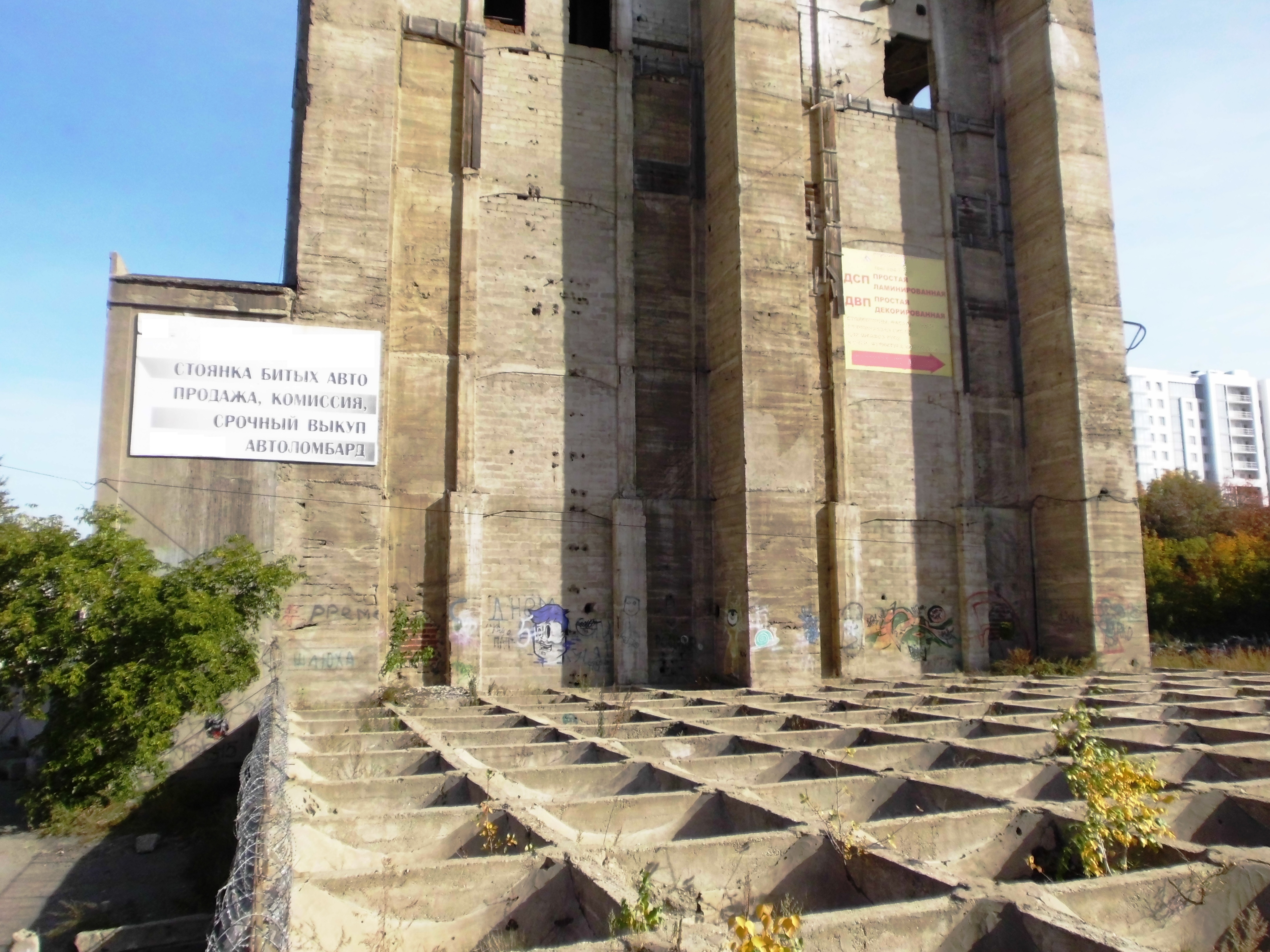
Нижние части силосных корпусов западной стороны
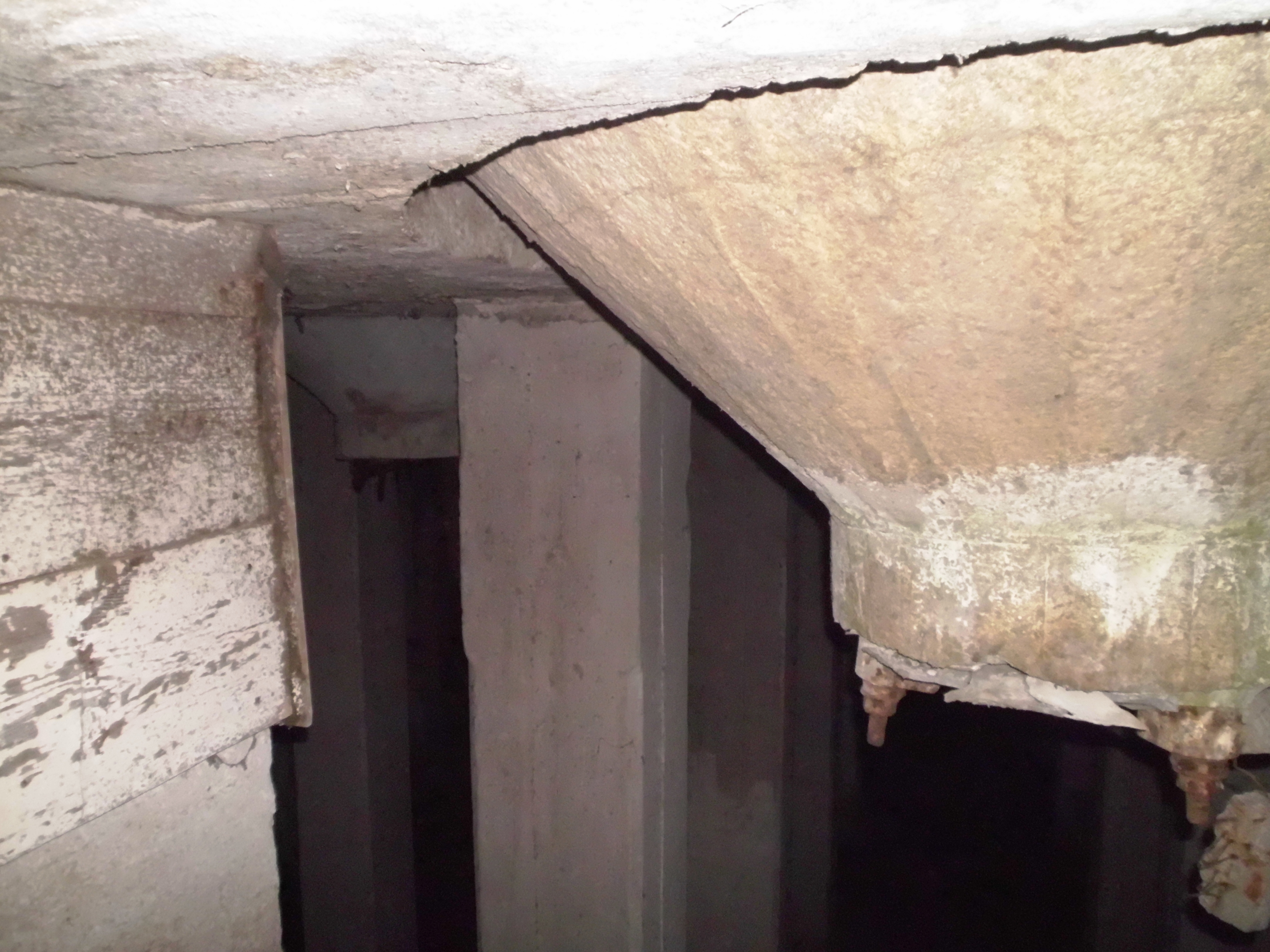
Подвальное помещение под бывшими силосными корпусами

## Факты

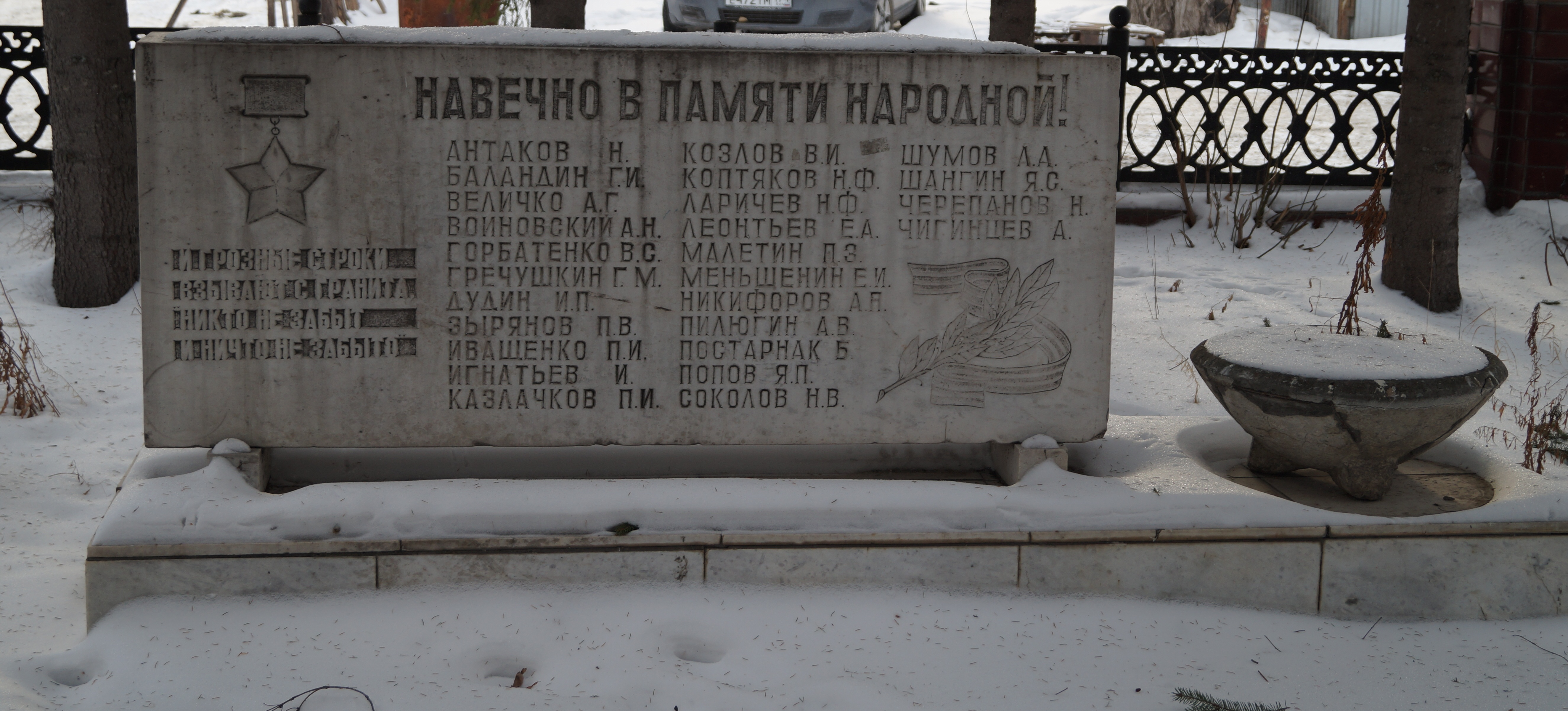
Гранитный обелиск на территории бывшего элеватора

- Челябинский элеватор, единственное высотное заброшенное здание в России таких размеров (свыше 40 метров), находящееся в самом центре города-миллионера.[2]
- По мнению журналистов Российской газеты, опубликованного в рамках проекта «Russia Beyond The Headlines», здание Челябинского элеватора входит в десятку самых страшных зданий России.[3]
- На территории, принадлежавшей бывшему элеватору, находится гранитный обелиск, в память о погибших работниках Челябинского элеватора в годы Великой Отечественной войны.
- В августе 2015 года в здании бывшего элеватора произошёл крупный пожар.[4][5]